# Ice Bucket Challenge
Ice Bucket Challenge er en aktivitet, hvor man hælder kold isvand over en person. Aktiviteten skal som regel skabe opmærksomhed om nervesygdommen ALS og kaldes ofte ALS Ice Bucket Challenge. Aktiviteten gik viralt verden over på sociale internetmedier i juli 2014
Elever på Ranum Efterskole har udført en Ice Bucket Challenge med 400 deltagere.

## Kendte danskere der har udført Ice Bucket Challenge
| Person                | titel            | dato udført     |
| --------------------- | ---------------- | --------------- |
| Thomas Kastrup-Larsen | Borgmester       | august 2014     |
| Søren Pind            | politiker        | 29. august 2014 |
| Bent Hansen           | regionspolitiker |                 |
| Thomas Bjørn          | golfspiller      | 28. august 2014 |
| Lykke Friis           | prorektor        | 23. august 2014 |
| René Redzepi          | kok              | 20. august 2014 |